# Oliarus decempunctata
Oliarus decempunctata är en insektsart som beskrevs av Van Stalle 1984. Oliarus decempunctata ingår i släktet Oliarus och familjen kilstritar. Inga underarter finns listade i Catalogue of Life.